# El mismo sol
„El mismo sol” – pierwszy singel hiszpańskiego piosenkarza Álvaro Solera, pochodzący z jego debiutanckiego albumu studyjnego, zatytułowanego Eterno Agosto. Singel został wydany 24 kwietnia 2015 roku. Twórcami tekstu utworu są Álvaro Soler, Simon Triebel i Ali Zuckowski, natomiast jego produkcją zajął się Simon Trebel.
„El mismo sol” jest utrzymany w stylu latynoskiego popu. Piosenka odniosła sukces komercyjny, stając się „numerem jeden” w Polsce, Szwajcarii i we Włoszach. Utwór był notowany w pierwszej dziesiątce w większości międzynarodowych list, w tym w Austrii, Belgii, Hiszpanii i na Słowacji.
21 sierpnia 2015 roku wydano wersję spanglish piosenki ze zmienionym tytułem „El mismo sol (Under the Same Sun)”, w którym gościnnie udzieliła się amerykańska piosenkarka Jennifer Lopez.

## Lista utworów
- Digital download[1]

1. „El mismo sol” – 2:59

- CD single[2]

1. „El mismo sol” – 3:00
2. „El mismo sol” (Radio edit) – 3:08

- CD single: „El Mismo Sol (Under the Same Sun)”[3]

1. „El mismo sol” (featuring Jennifer Lopez) – 3:08
2. „El mismo sol (Under the Same Sun)” (featuring Jennifer Lopez) – 3:07
3. „El mismo sol” – 3:00
4. „El mismo sol” (Radio edit) – 3:08

- Digital download: „El Mismo Sol (Under the Same Sun)”[4]

1. „El mismo sol” (featuring Jennifer Lopez) – 3:08
2. „El mismo sol (Under the Same Sun)” (featuring Jennifer Lopez) – 3:07

- Remix EP[5]

1. „El mismo sol” (Moonboy Inc Remix) – 3:05
2. „El mismo sol” (Why So Loco Club Remix) – 5:45
3. „El mismo sol” (Why So Loco Remix) – 3:34
4. „El mismo sol” (Colorido Remix) – 3:07
5. „El mismo sol” (Supermans Feinde Remix) – 3:14
6. „El mismo sol” (Jan Leyk Remix) – 3:32

- DJ Ross & Max Savietto Remix[6]

1. „El mismo sol” (DJ Ross & Max Savietto Remix) – 2:53

## Notowania i certyfikaty
| Lista (2015)                           | Najwyższa pozycja |
| -------------------------------------- | ----------------- |
| Austria (Ö3 Austria Top 40)            | 6                 |
| Belgia (Ultratop 50 Singles, Flandria) | 8                 |
| Belgia (Ultratop 50 Singles, Walonia)  | 9                 |
| Francja (Top Singles & Titres)         | 31                |
| Hiszpania (PROMUSICAE)                 | 3                 |
| Holandia (Dutch Top 40)                | 12                |
| Holandia (Single Top 100)              | 16                |
| Niemcy (Media Control Charts)          | 20                |
| Polska (AirPlay – Top)                 | 1                 |
| Słowacja (Rádio – Top 100)             | 4                 |
| Szwajcaria (Singles Top 100)           | 1                 |
| Węgry (Single (track) Top 40 lista)    | 27                |
| Włochy (FIMI)                          | 1                 |

| Lista (2015)                        | Najwyższa pozycja |
| ----------------------------------- | ----------------- |
| Stany Zjednoczone (Hot Latin Songs) | 11                |

| Lista (2015)  | Najwyższa pozycja |
| ------------- | ----------------- |
| Polska (ZPAV) | 25                |
| Włochy (FIMI) | 6                 |

| Państwo                      | Status             |
| ---------------------------- | ------------------ |
| Austria (IFPI Austria)       | złota płyta        |
| Belgia (BEA)                 | złota płyta        |
| Hiszpania (PROMUSICAE)       | 2× platynowa płyta |
| Nimcy (BVMI)                 | złota płyta        |
| Polska (ZPAV)                | 3× platynowa płyta |
| Szwajcaria (IFPI Szwajcaria) | platynowa płyta    |
| Włochy (FIMI)                | 6× platynowa płyta |
| Streaming                    |                    |
| Hiszpania (PROMUSICAE)       | platynowa płyta    |